# Westerveld (Países Bajos)
Westerveld es un municipio de la provincia de Drenthe en los Países Bajos. Cuenta con una superficie de 282.74 km ², de los que 3,93 km ² corresponden a la superficie ocupada por el agua. El 1 de enero de 2014 tenía una población de 18.902 habitantes, con una densidad de 68 h/km², una de las más bajas de los Países Bajos. 
El municipio se creó a raíz de la reorganización municipal de 1998 por la fusión de otros cuatro antiguos municipios: Havelte, Diever, Dwingeloo y Vledder. Cuenta con 24 núcleos de población oficiales. El ayuntamiento se asienta en Diever (2710 habitantes), aunque el núcleo mayor es Havelte, con 3645 habitantes en 2014. 

## Galería de imágenes

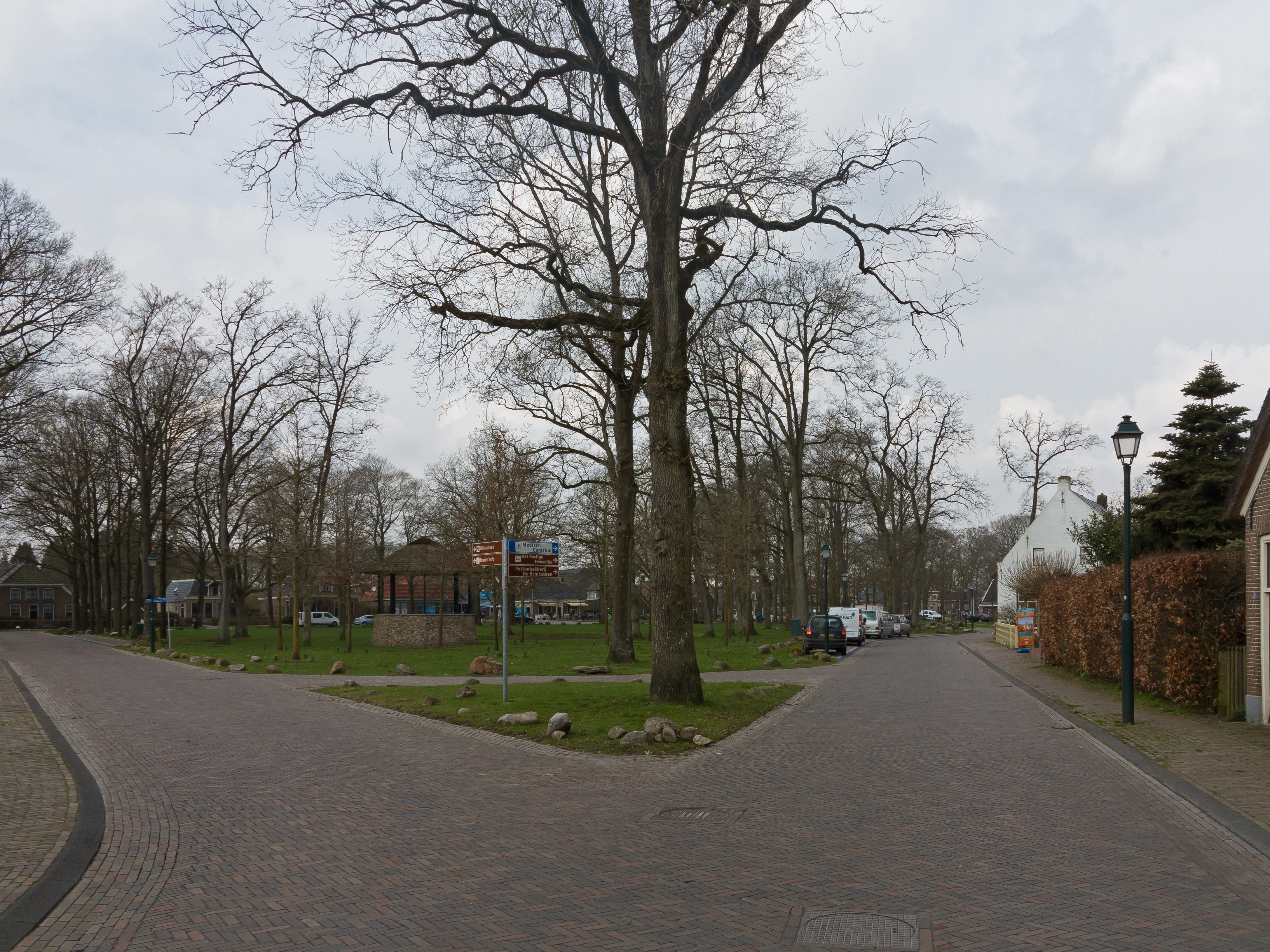
Dwingeloo, vista de la calle cerca de Brink
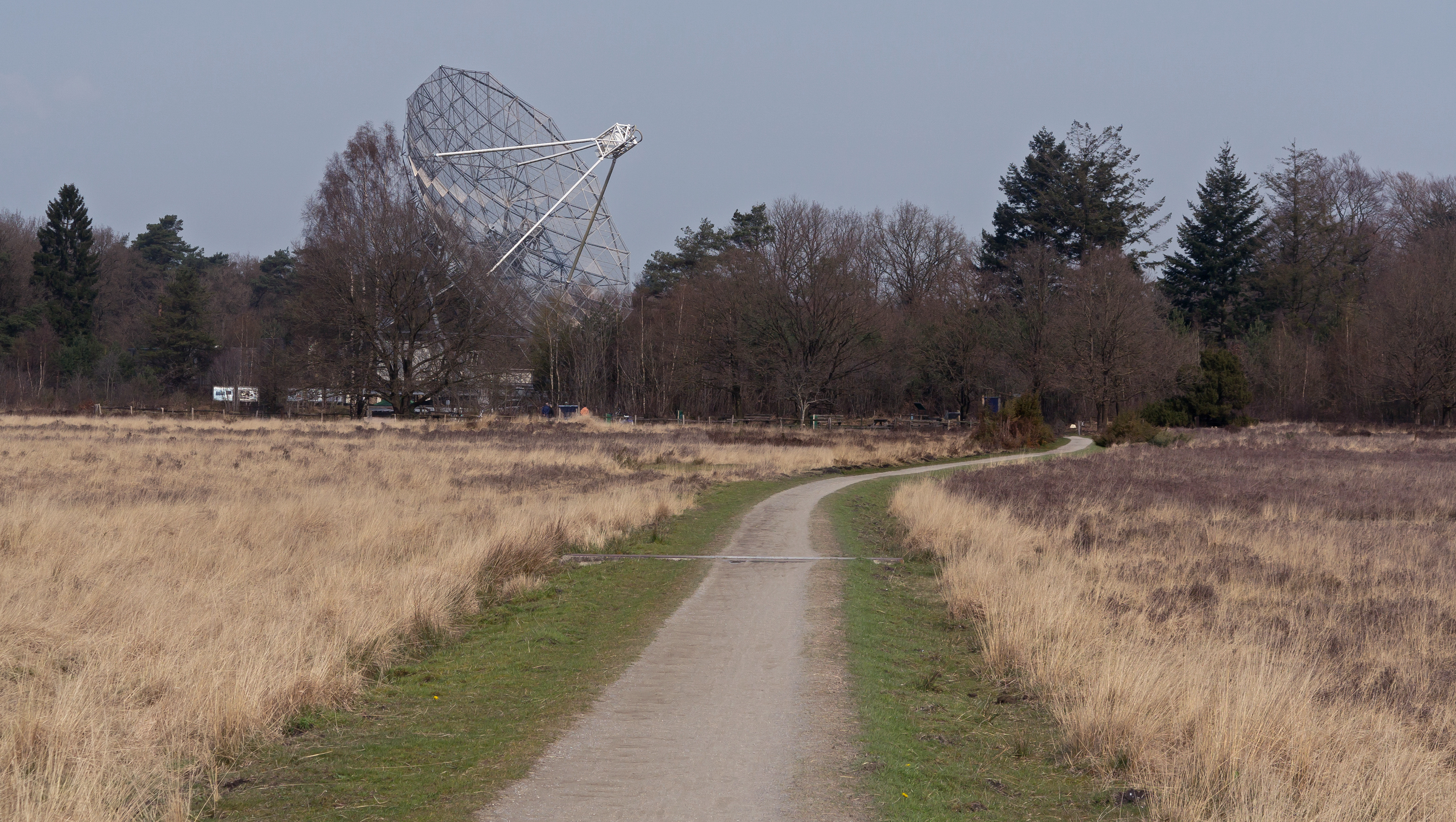
Radiotelescopio en Dwingelderveld
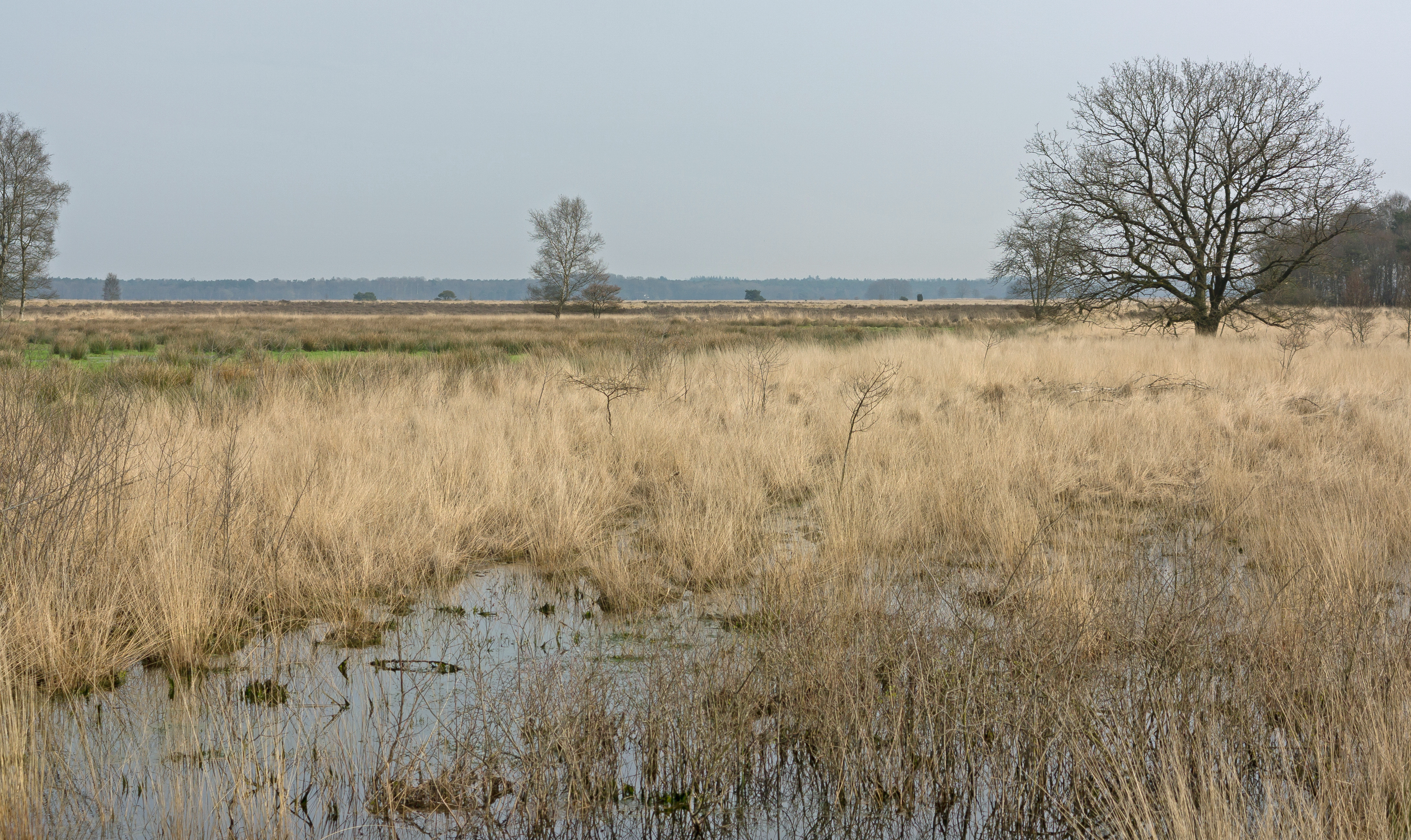
Dwingelderveld, panorama
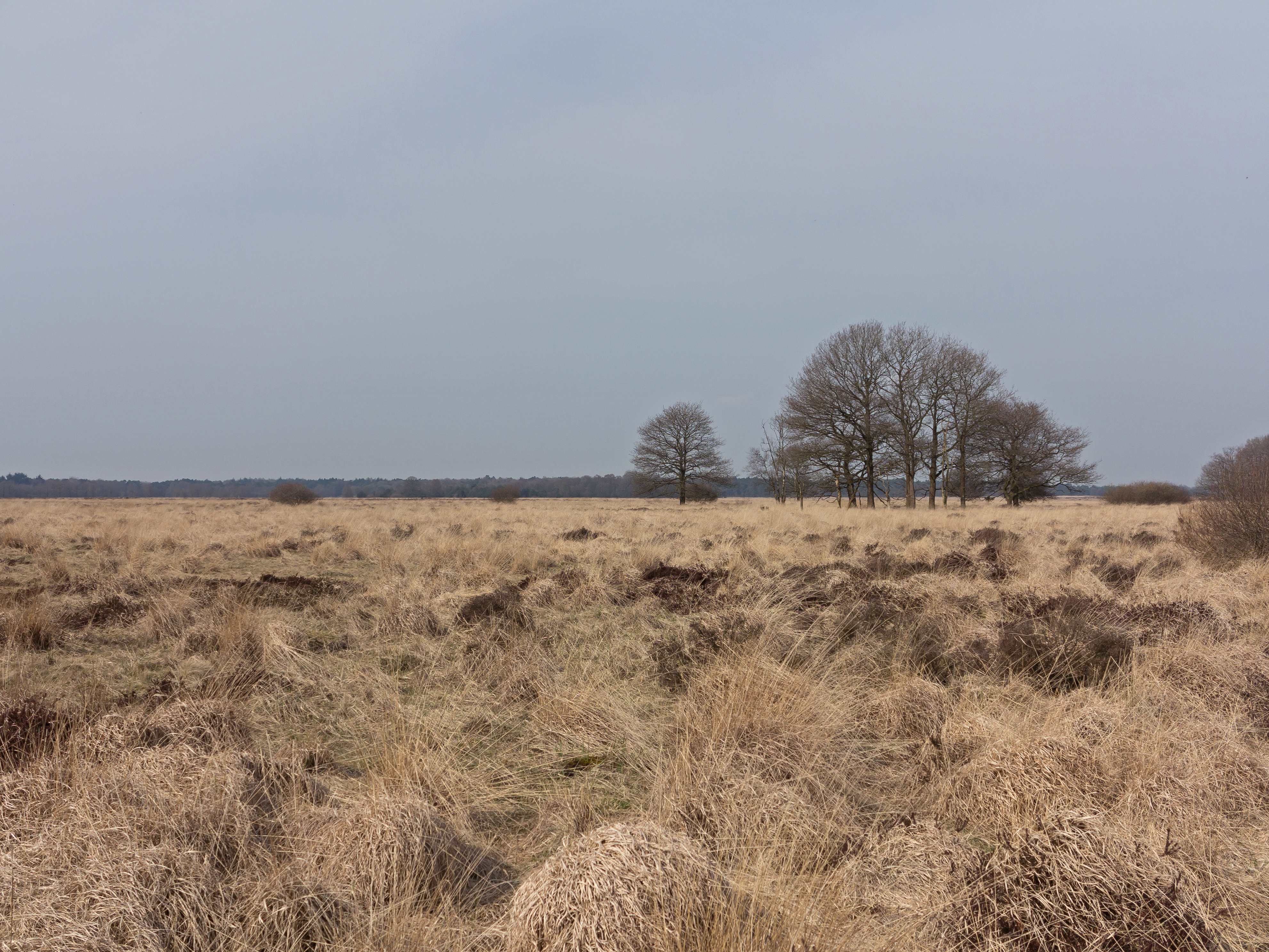
Dwingelderveld, panorama
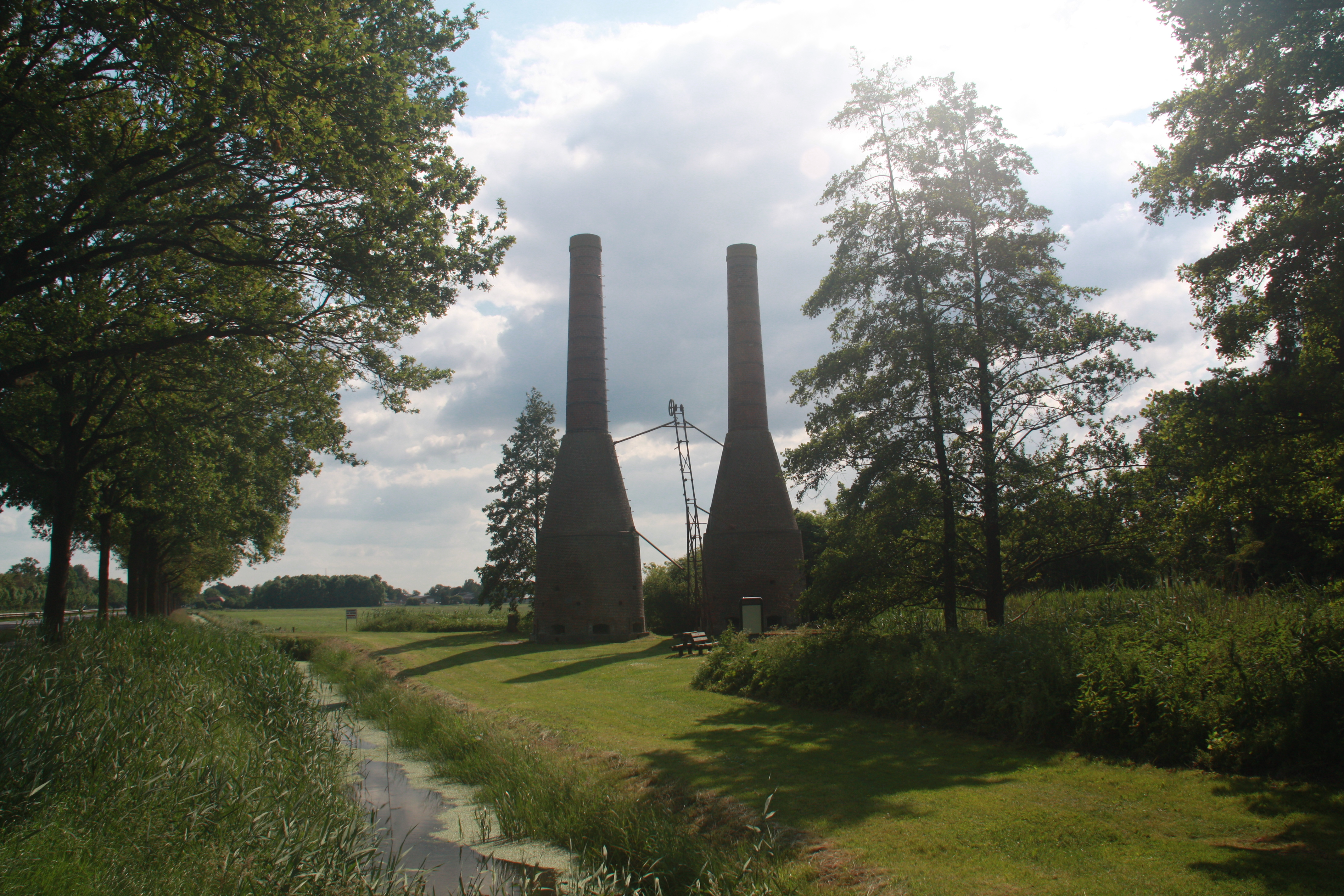
Antigua calera en Dieverbrug
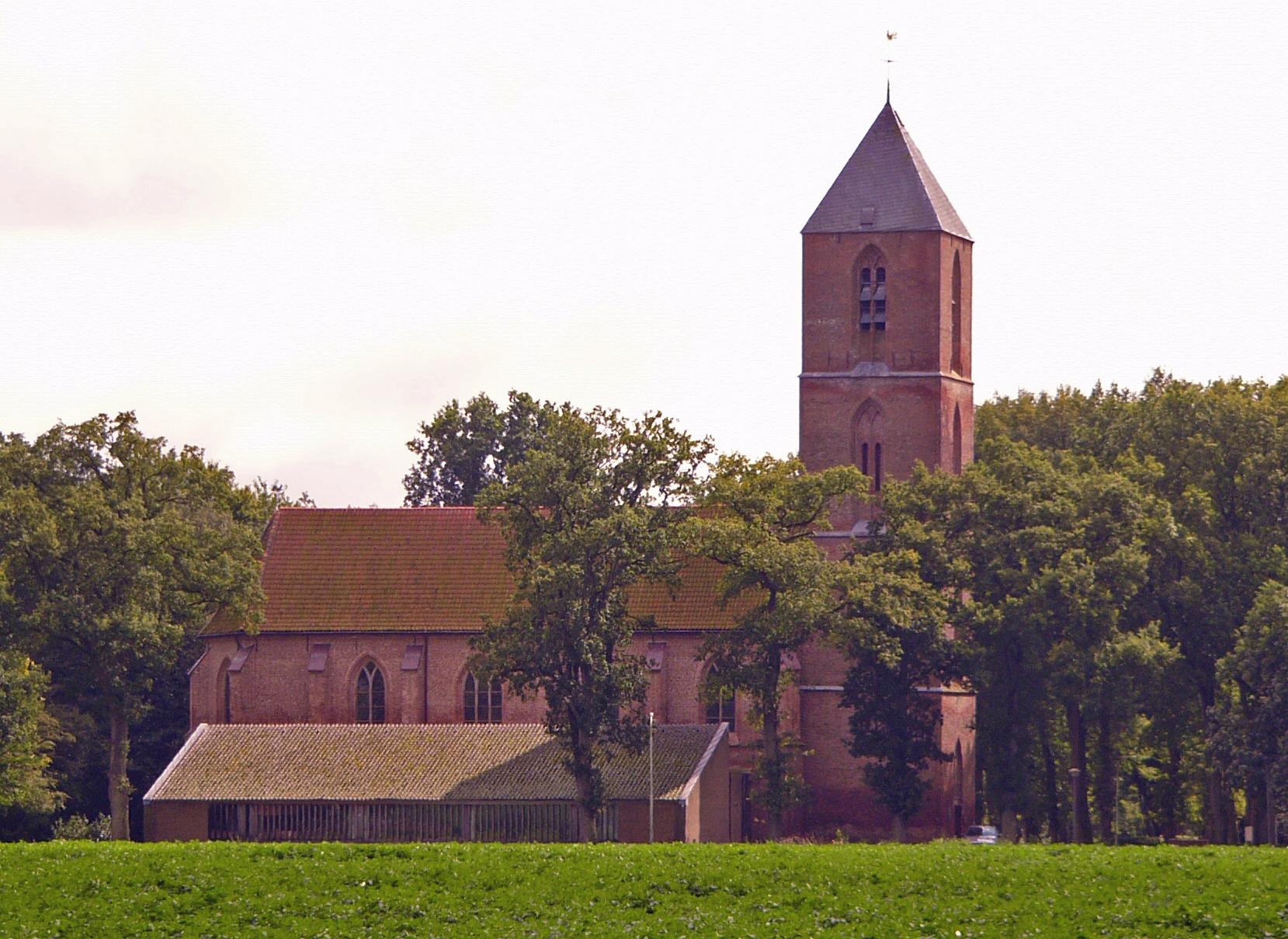
Havelte, iglesia reformada
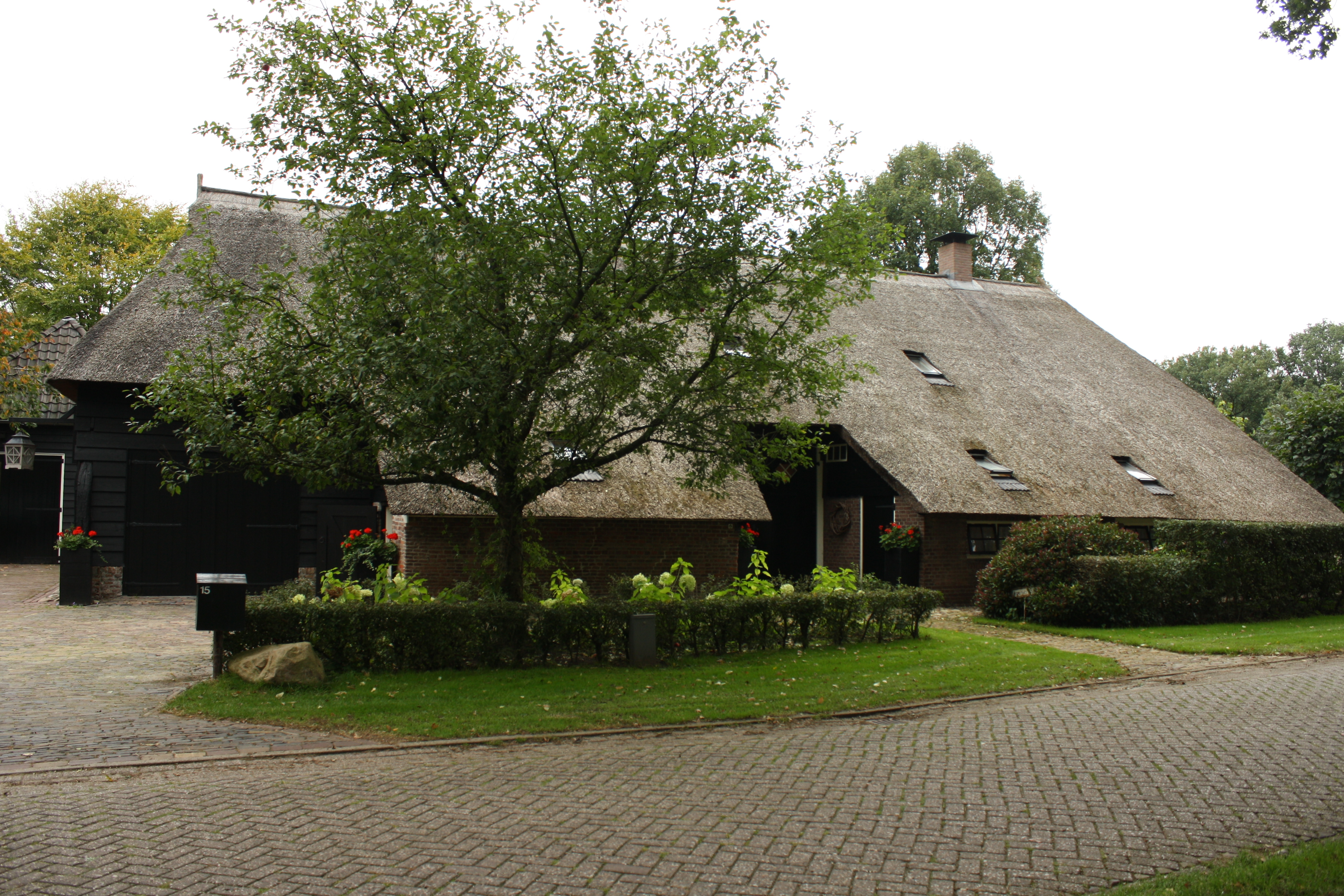
Havelte, granja, siglo XIX
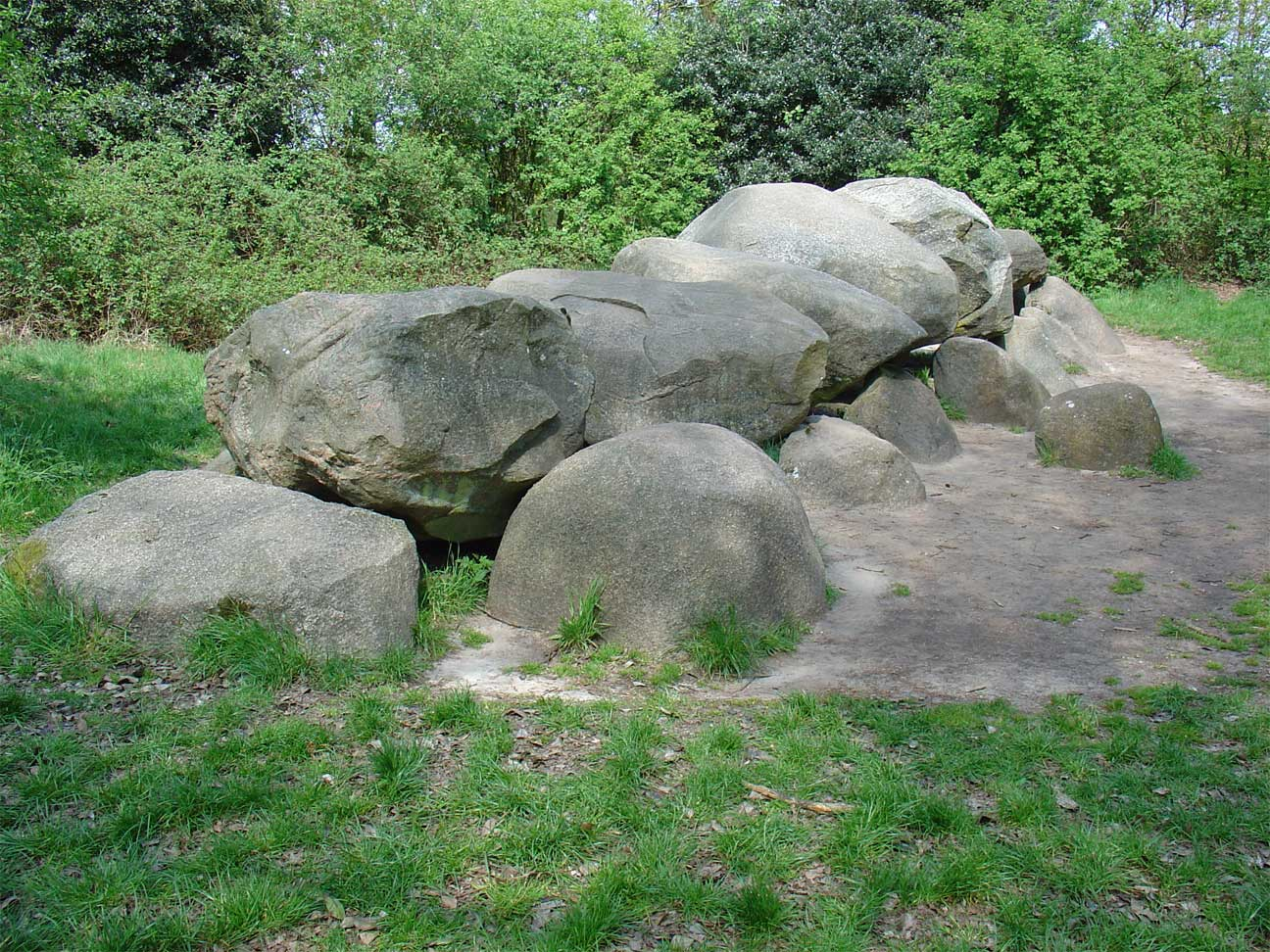
Diever, dolmen